# 森英介

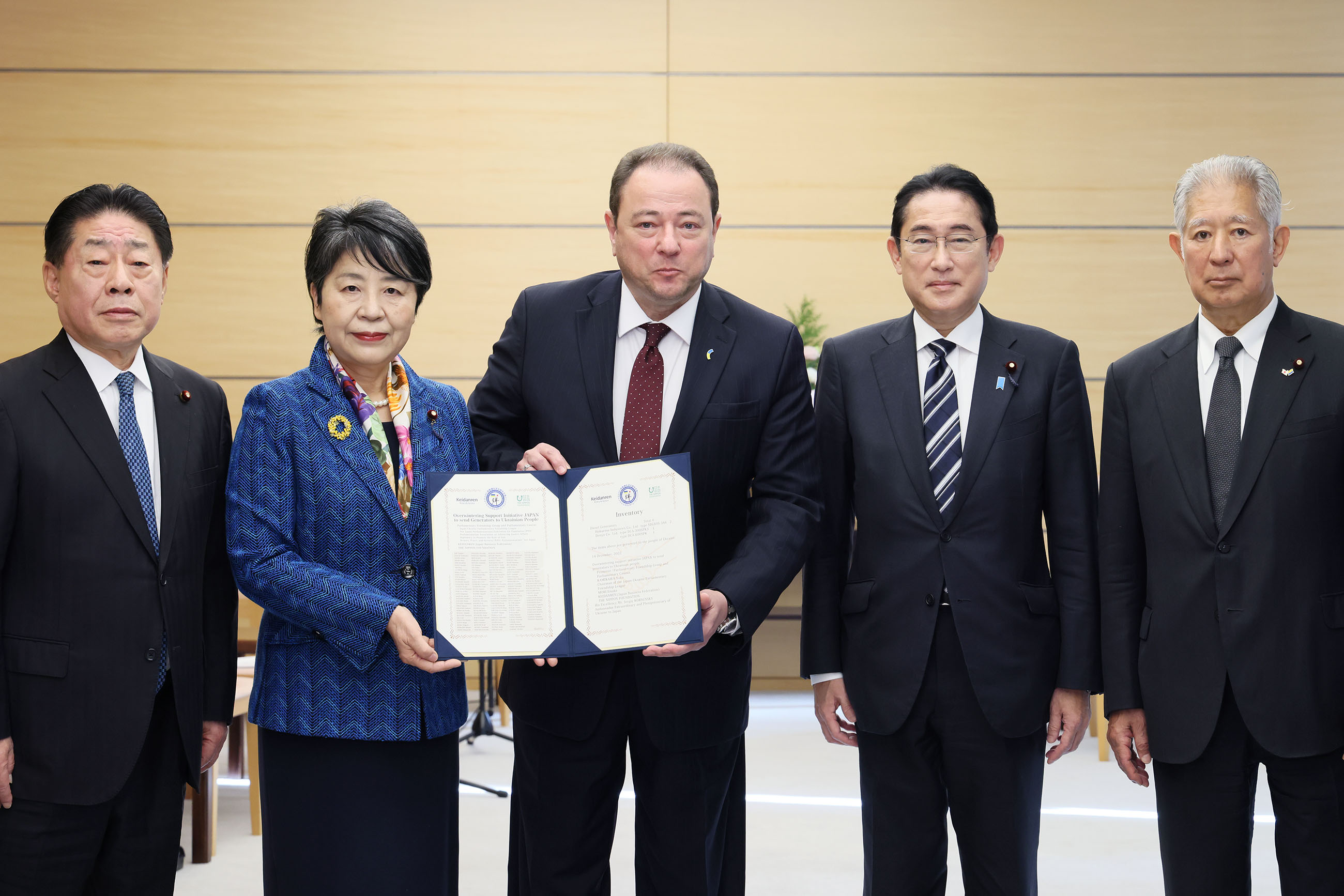
セルギー・コルスンスキー駐日ウクライナ大使による表敬を受ける森(2022年、右端)

森 英介（もり えいすけ、1948年8月31日 - ）は、日本の政治家。自由民主党所属の衆議院議員（12期）、自民党労政局長。
法務大臣（第81代）、厚生労働副大臣（第1次小泉第2次改造内閣・第2次小泉内閣）、衆議院厚生労働委員長、衆議院原子力問題調査特別委員長、衆議院国家基本政策委員長、衆議院政治倫理審査会会長等を務めた。
父は環境庁長官、衆議院議員を務めた森美秀。三木武夫元首相の妻の三木睦子は伯母にあたる（森矗昶の次女で美秀の姉）。

## 来歴
東京都千代田区生まれ（本籍地は千葉県勝浦市）。東京学芸大学附属世田谷小学校、東京学芸大学附属世田谷中学校、東京学芸大学附属高等学校、東北大学工学部金属加工学科を卒業。1974年、川崎重工業に入社。1984年に名古屋大学から工学博士の学位を取得。
1990年、父・美秀の死去に伴い第39回衆議院議員総選挙に旧千葉3区から出馬し、初当選。
1993年の第40回衆議院議員総選挙では、旧千葉3区でトップ当選。1994年、村山内閣で労働政務次官に任命される。小選挙区比例代表並立制が導入された第41回衆議院議員総選挙以降は千葉11区から出馬し、連続6選。
1998年、それまで所属していた宏池会を退会し、河野洋平、相沢英之、麻生太郎らが結成した大勇会に入会。2003年自由民主党総裁選挙では、高村正彦元外務大臣の推薦人に名を連ねる。直後に発足した第1次小泉再改造内閣で厚生労働副大臣に任命され、第2次小泉内閣まで務める。2007年、自民党電源立地及び原子力等調査会の会長を務めた。
2008年、麻生内閣で法務大臣に任命され、初入閣。在任中は、飯塚事件の被告人など9人の死刑囚の死刑執行命令を発令した。2009年の第45回衆議院議員総選挙では、千葉11区で民主党新人の金子健一を破り、7選（金子も比例復活）。麻生内閣総辞職により、2009年9月に法務大臣を退任。
2011年、自民党行政改革推進本部長に就任。
2012年の第46回衆議院議員総選挙で8選。
2014年の第47回衆議院議員総選挙で9選。
2015年、自民党憲法改正推進本部長に就任。
2016年、衆議院憲法審査会会長に就任。
2017年の第48回衆議院議員総選挙で10選。
2019年10月、衆議院国家基本政策委員長に就任。
2020年10月、衆議院政治倫理審査会会長に就任。
2021年10月31日、第49回衆議院議員総選挙で11選。
2022年5月、ロシアのウクライナ侵攻に伴うロシア政府による日本への報復措置(ロシア連邦への日本政府の政策に対する報復措置に関してのロシア外務省声明)によって、ロシア連邦への入国を恒久的に禁止された。
2024年9月12日、自民党総裁選挙が告示され、9人が立候補した。森は同じ麻生派の河野太郎の推薦人代表を務めた。投票日前日の9月26日夜、麻生派幹部6人は都内のホテルに集まり、決選投票に高市早苗が残った場合は高市を支持する方針を決定した。会長の麻生太郎はさらに踏み込み、河野などの陣営に入っていた派閥メンバーに対し、側近議員を通じて「1回目の投票から高市に入れろ」と指示を飛ばした。同日22時半頃、産経新聞は、麻生が1回目の投票から高市を支援するよう自派閥の議員に指示を出したことをスクープした。9月27日総裁選執行。高市は1回目の議員投票で、報道各社の事前調査での30～40票を大きく上回る72票を獲得した。党員数と合わせた得票数は1位だったが、決選投票で石破茂に敗れた。森は千葉日報の取材に対し、1回目の投票、決選投票のどちらについても、投票先を公表しなかった。
2024年10月27日、第50回衆議院議員総選挙で12選。

## 政策・主張
- 2008年頃に自民党内で議論されていた世襲政治家の立候補制限について、「世襲家に生まれただけで排除されるのは不合理である」として強く反対した[17]。
- 選択的夫婦別姓制度導入に2014年の調査では反対としていたが[18]、2017年の調査では「どちらかといえば賛成」としている[19]。
- 岸田文雄首相によるウクライナの電撃訪問について「首相にもウクライナを訪問し、ゼレンスキー大統領はじめウクライナの人々に直接激励と連帯の意志を表明してほしいと願っていた。この度の決断は本当に良かった」と評価している。

## 人物
- 2008年11月18日、衆議院法務委員会における民主党の石関貴史の質疑の中で、国籍法改正案の審議において同法案を批判する人々から送られた業務に支障が出る程の大量のFAXに対し、「ファックスが雨霰のように送られてくる手法というのは、相手の迷惑を顧みず、しかも、来たものを一々目を通していないが、内容はほとんど同じ。こういった手法は芳しくない。他の業務の妨げにもなるし、紙ももったいない。こういう手法をとる方は好ましからざる人物であると思う」という旨の発言をしている[20]。
- 超党派の「日本・ウクライナ友好議員連盟」の会長を務めるなど政界きってのウクライナ通であり、2013年、15年、19年にウクライナを訪問した。
- 2009年、法務大臣の在任中に西松建設事件で民主党幹事長だった小沢一郎の秘書の大久保隆規が政治資金規正法違反で逮捕と起訴された（当時の検事総長は樋渡利秋）。衆院選間近であることなどから与党自民党に有利にするために野党民主党幹部への強制捜査を促す逆指揮権を発動したとする主張が主に民主党支持者から出たが、森は指揮権発動を否定した。民主党の第三者委員会は「強制捜査を中止する指揮権発動もありえた」とする最終報告書をまとめた。

## 選挙歴
| 当落                          | 選挙                   | 施行日         | 選挙区    | 政党       | 得票数  | 得票率 (%) | 得票順位 /候補者数 | 定数 | 票差 (と次点者) | 惜敗率 (%) | 比例区 順位 | 政党当選者数 /政党候補者数 |
| ----------------------------- | ---------------------- | -------------- | --------- | ---------- | ------- | ---------- | ------------------ | ---- | --------------- | ---------- | ----------- | -------------------------- |
| 当                            | 第39回衆議院議員総選挙 | 1990年02月18日 | 旧千葉3区 | 自由民主党 | 88,316  | 17.30      | 2/7                | 5    | 23,015          | -          | -           | -                          |
| 当                            | 第40回衆議院議員総選挙 | 1993年07月18日 | 旧千葉3区 | 自由民主党 | 86,670  | 20.55      | 1/7                | 5    | 65,023          | -          | -           | -                          |
| 当                            | 第41回衆議院議員総選挙 | 1996年10月20日 | 千葉11区  | 自由民主党 | 116,195 | 61.60      | 1/4                | 1    | 70,301          | -          | -           | -                          |
| 当                            | 第42回衆議院議員総選挙 | 2000年06月25日 | 千葉11区  | 自由民主党 | 135,151 | 66.35      | 1/3                | 1    | 89,686          | -          | -           | -                          |
| 当                            | 第43回衆議院議員総選挙 | 2003年11月09日 | 千葉11区  | 自由民主党 | 130,863 | 63.06      | 1/3                | 1    | 70,567          | -          | -           | -                          |
| 当                            | 第44回衆議院議員総選挙 | 2005年09月11日 | 千葉11区  | 自由民主党 | 145,176 | 62.65      | 1/3                | 1    | 74,587          | -          | -           | -                          |
| 当                            | 第45回衆議院議員総選挙 | 2009年08月30日 | 千葉11区  | 自由民主党 | 116,937 | 49.73      | 1/3                | 1    | 4,230           | -          | -           | -                          |
| 当                            | 第46回衆議院議員総選挙 | 2012年12月16日 | 千葉11区  | 自由民主党 | 128,785 | 65.04      | 1/3                | 1    | 80,671          | -          | -           | -                          |
| 当                            | 第47回衆議院議員総選挙 | 2014年12月14日 | 千葉11区  | 自由民主党 | 110,965 | 63.14      | 1/3                | 1    | 72,182          | -          | -           | -                          |
| 当                            | 第48回衆議院議員総選挙 | 2017年10月22日 | 千葉11区  | 自由民主党 | 103,919 | 59.99      | 1/3                | 1    | 58,574          | -          | -           | -                          |
| 当                            | 第49回衆議院議員総選挙 | 2021年10月31日 | 千葉11区  | 自由民主党 | 110,538 | 64.44      | 1/3                | 1    | 79,981          | -          | -           | -                          |
| 当                            | 第50回衆議院議員総選挙 | 2024年10月27日 | 千葉11区  | 自由民主党 | 92,187  | 57.43      | 1/3                | 1    | 46,571          | -          | -           | -                          |
| 当選回数12回 （衆議院議員12） |                        |                |           |            |         |            |                    |      |                 |            |             |                            |

## 栄典
- ウクライナ: 功労勲章Ⅲ号- （2022年8月23日）

## 家族・親族
森英介の親族には、昭和電工や昭和火薬など森コンツェルンの創設者で衆議院議員である祖父の森矗昶をはじめ、多くの政治家がいる。
父は第2次中曽根内閣で環境庁長官を務めた森美秀であり、伯父に昭和電工社長、千葉工業大学理事長を務めた衆議院議員の森曉、佐藤栄作内閣で総理府総務長官を務めた森清がいる。
また、叔母の満江は実業家の安西正夫夫人である。安西正夫・満江夫妻は2男3女をもうけたが、長男孝之は上皇后美智子の妹・恵美子、次男・直之は住友財閥創設家の住友友成（第16代住友家当主）の娘、長女は濱口雄幸の孫で大蔵官僚の大橋宗夫らいずれも名家・著名人と婚姻関係にある。
もう1人の伯母である睦子は第66代内閣総理大臣三木武夫夫人である。このため英介は三木の甥にあたる。他に元三重県知事、衆議院議員の田中覚も義理の叔父。
元日本体育協会会長の安西孝之は従兄、元参議院議員の高橋紀世子は従姉、自由党所属元衆議院議員の松崎哲久は従弟。元参議院議員の佐藤泰三、第5代勝浦市長の山口和彦も遠縁の親族（はとこ）。

## 所属団体・議員連盟
- 日本ウクライナ友好議員連盟（会長）[23]
- 自民党たばこ議員連盟[24]
- 天皇陛下御即位二十年奉祝国会議員連盟（常任幹事）
- 神道政治連盟国会議員懇談会
- 日本会議国会議員懇談会（副会長）
- ボーイスカウト振興国会議員連盟（理事・幹事）
- 自由民主党シルバー人材センター活性化議員連盟（会長）